# K.u.k. Dragonerregiment „Erzherzog Albrecht“ Nr. 9

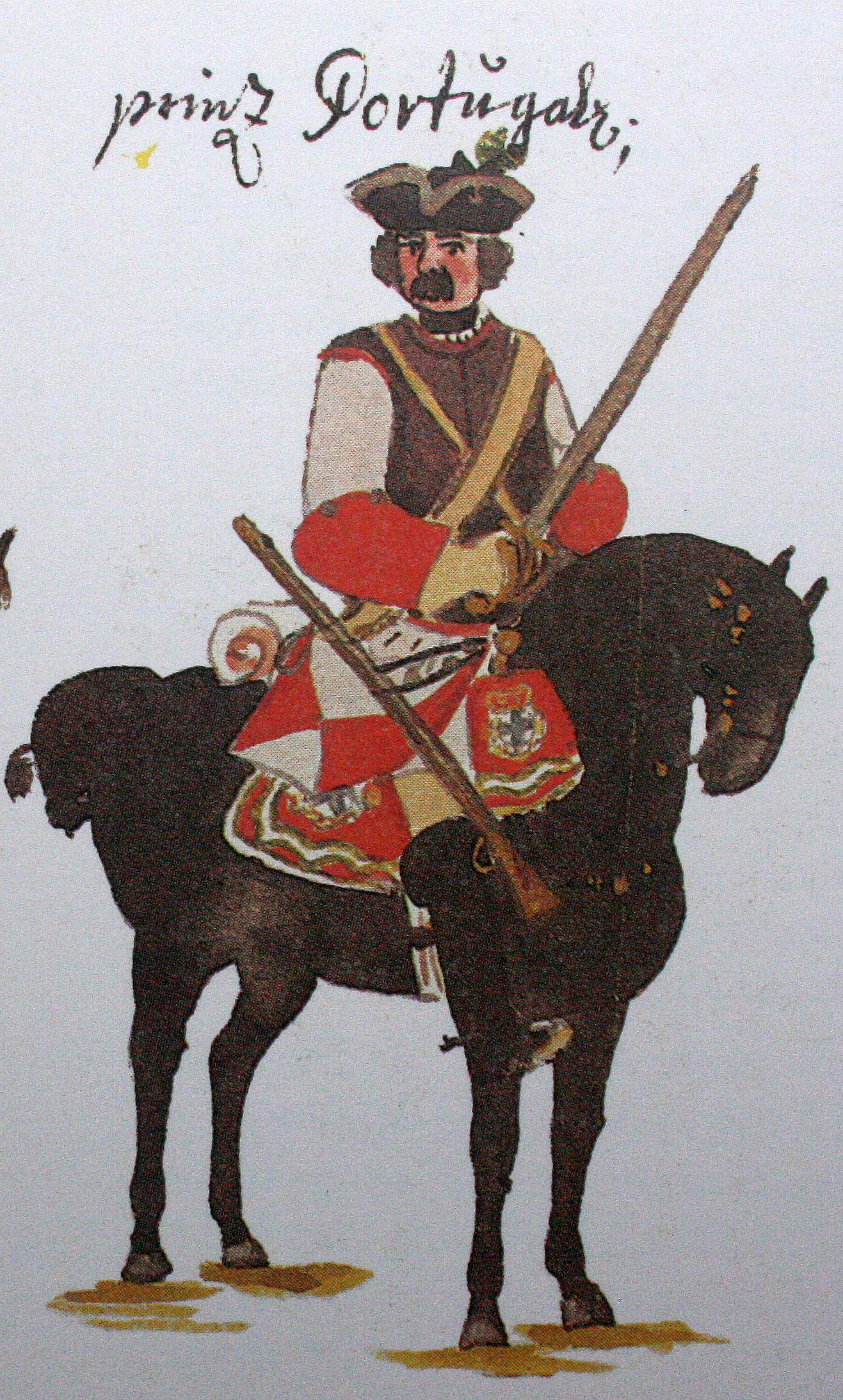
Kaiserliches Kürassierregiment Prinz Emanuel von Portugal (K 12) im Polnischen Erbfolgekrieg 1734 – Gudenushandschrift

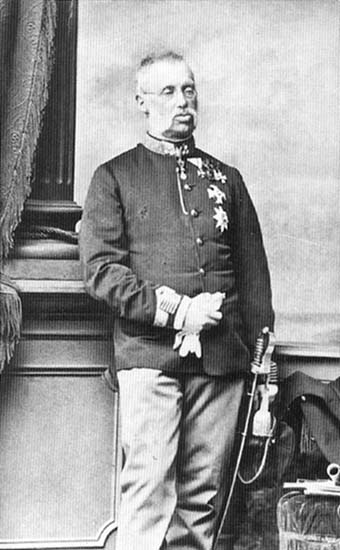
Albrecht von Österreich-Teschen – Fotografie – Namensgeber 1888

Das k.u.k. Dragonerregiment „Erzherzog Albrecht“ Nr. 9 entstand aus einem Kavallerieverband, der 1682 als Sachsen-Lauenburg-Cürassiere für die kaiserlich-habsburgische Armee errichtet wurde. Aus diesem entwickelte sich im Laufe der Zeit bis hin zur Gemeinsamen Armee innerhalb der österreichisch-ungarischen Landstreitkräfte das Galizisch-Bukowina’sche Dragoner Regiment „Erzherzog Albrecht“ Nr. 9. Von 1798 bis 1801 wurde das Dragonerregiment „Liechtenstein“ als Dragonerregiment Nr. 9 geführt.
1769 wurde dem Regiment in der neu errichteten Kavallerie-Rangliste die Bezeichnung Cavallerie-Regiment Nr. 26 zugeteilt. Der Name lautete jedoch bis 1798 weiterhin nach dem Regimentsinhaber (der nicht auch der Kommandant sein musste). Eine verbindliche Regelung der Schreibweise existierte nicht (z. B. Regiment Graf Serbelloni oder Regiment Serbelloni). Mit jedem Inhaberwechsel änderte das betroffene Regiment dann auch seinen Namen.
Nach der Änderung des Systems 1798 galt vorrangig die nummerierte Bezeichnung, die unter Umständen mit dem Namen des Inhabers verbunden werden konnte. Hierbei erfolgte zunächst die Umbenennung in Dragoner-Regiment (leichtes) Nr. 3.
Seit 1895 hatte das Regiment seinen Namen „auf immerwährende Zeit“ zu führen. Dessen ungeachtet wurden im Jahre 1915 alle Ehrennamen ersatzlos gestrichen. Das Regiment hieß von da an nur noch Dragonerregiment Nr. 9. (Dies ließ sich in der Praxis jedoch nicht durchsetzen, einerseits weil sich niemand daran hielt, andererseits weil die sehr sparsame k.u.k. Militärverwaltung angeordnet hatte, zunächst alle noch vorhandenen Formulare und Stempel aufzubrauchen!)
Zur Systematik wurden nachträglich auch folgende Nummerierungen eingeführt: 1682/1 (nach Tessin), Kürassierregiment K 12 (nach Bleckwenn).

## Formationsgeschichte
- 1682 erhielt der Obrist Julius Franz Herzog von Sachsen-Lauenburg ein Patent zur Errichtung eines Kürassier-Regiments. Am 6. März des gleichen Jahres wurde mit der Werbung und Aufstellung dieses Regiments in Böhmen begonnen. Als Stamm wurden ihm dazu eine Kompanie vom Regiment Dünewald-Kürassiere (später Dragoner-Regiment Nr. 7) und zwei Kompanien vom Regiment Metternich-Kürassiere (1801 aufgelöst) zugewiesen.
- 1721 wurde eine Kompanie (120 Mann) des aufgelösten Regiments Galves übernommen.
- 1731 erhielt das Regiment Teile der aufgelösten Auctions Kompanien der Kürassier-Regimenter Cordova, Hamilton und Caraffa.
- 1768 Die Karabinier Kompanie wurde an das neu aufgestellte 1. „Carabinier Regiment“ (später DR Nr. 3) abgegeben, als Ausgleich wurde eine Eskadron des aufgelösten Kürassier-Regiments Kleinholdt übernommen.
- 1769 Zuweisung der Kavallerie-Ranglistennummer 26.
- 1775 Eingliederungen der Oberst-Division und der Majors 2. Eskadron des aufgelösten Kürassier-Regiment Rothschütz.
- 1779 Umwandlung in ein Dragoner-Regiment.
- 1798 Benennung als Dragoner Regiment (leichtes) Nr. 3.
- 1802 erhielt das Regiment die Oberst-Division des aufgelösten Dragoner-Regiments Kronprinz Nr. 2 zugeteilt und führte sodann als Dragoner-Regiment bis 1860 die Nr. 1.
- 1860 Umwandlung in Kürassierregiment Nr. 9.
- 1867 Umwandlung in Dragonerregiment Nr. 9.

## Ergänzungsbezirke
- 1781 Steiermark und Kärnten
- 1823 Galizien
- 1853 Ergänzungsbezirk des Infanterieregiments Nr. 30 (Lemberg)
- 1857–60 Ergänzungsbezirk der Infanterieregimenter Nr. 9, 15, 24, 30 und 58 (Stryj, Tarnopol, Kolomea, Lemberg und Stanislau),
- 1860–67 zusätzlich aus dem Ergänzungsbezirk der Infanterieregimenter Nr. 41 und 55 (Czernowitz, Brezany)
- 1867–68 auch noch zusätzlich aus dem Ergänzungsbezirk des Infanterieregiments Nr. 80 (Zloczów)
- 1868 ausschließlich aus der Bukowina (Ergänzungsbezirk Infanterieregiment Nr. 41, teilweise Nr. 24)
- Seit 1889 aus dem Bereich des XI. Korps (Militär – Territorialbezirk Lemberg)

## Friedensgarnisonen und Dislozierungen
| I. | II. | III. |
| --- | --- | --- |
| - 1698 verteilt auf Ungarn - 1700 verteilt auf Böhmen - 1701–02 verteilt auf Ungarn - 1712–16 Königgrätz und Teplitz - 1718 verteilt auf Kroatien - 1720 Mantua - 1722 Hohenmauth (einige Kompanien lagen in Oberösterreich und Mähren) - 1725 Courtrai - 1732–34 Brüssel - 1735 Roermond - 1736–37 Gömörer Komitat - 1739–41 Hermannstadt - 1748 Szegszárd - 1749 Fünfkirchen - 1750 Essegg - 1753 Grosswardein - 1755–56 Banat - 1768 Mediasch - 1766 Schäßburg - 1767 Fünfkirchen - 1775 Essegg - 1776–78 Valpó (Valpovo) | - 1779 Grosswardein - 1781 Derecske - 1786–88 Böszörmény (Berekböszörmény) - 1789 Gyöngyös - 1790 Zolkiew - 1791–92 Keszthely - 1798 Kuttenberg - 1799 Vorarlberg - 1801–05 Rzeszów - 1808 Keszthely - 1807 Pápa - 1808–09 Wien - 1810 Debreczin - 1811 Deés - 1812–13 Jaworów (Jaworiw) - 1814–15 Török-Szent Miklós (Törökszentmiklós) dann Szász-Régen, danach Vaskoutz (Waschkiwzi/Bukowina) - 1816 Wien, dann Bochnia - 1817 Horodenka - 1821 Wien - 1823 Maria-Theresiopel - 1827 Rzeszów | - 1828 Pécsvár - 1831 Kanizsa - 1833 Pécsvár - 1836 Moór - 1846 Maria-Theresiopel - 1848 Essegg - 1849 Nyíregyháza und Czegléd - 1850 Ödenburg, dann Bernau - 1851 Wessely - 1854 Busk-Rojdol - 1855 Gródek - 1857–59 Tarnów - 1859 Wien - 1862–66 Ödenburg - 1866 Cegléd - 1871 Tarnopol - 1882 St. Georgen - 1885 Pressburg - 1888 Czernowitz - 1894 Brezany - 1904–08 Lemberg - 1908 Stab/II. DivisionBrody – I. Division Kamionka Strumiłowa |

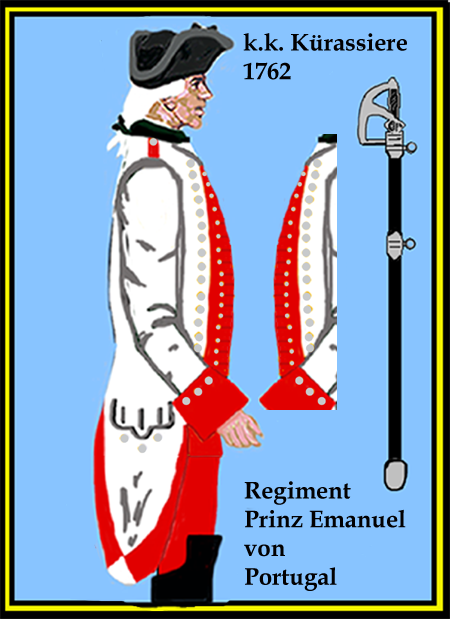
Als Kürassier-Regiment „Prinz Emanuel von Portugal“ 1719–1766

## Regimentsinhaber
- 1682 General der Kavallerie Julius Franz Herzog von Sachsen-Lauenburg
- 1689 Obrist Johann Baptist Marchese Doria
- 1692 Generalfeldwachtmeister Franz Graf Gronsfeld-Bronkhorst
- 1719 Generalfeldwachtmeister Emanuel, Infant von Portugal
- 1766 Feldmarschallleutnant Freiherr Eberhard Maximilian Karl von Berlichingen
- 1785 Oberst Joseph Anton, Erzherzog von Toscana
- 1795 Feldmarschall Erzherzog Johann Baptist
- 1859 Feldmarschalleutnant Philipp Graf Stadion zu Thanhausen und Warthausen
- 1868 Feldmarschallleutnant Carl Prinz zu Solms-Braunfels
- 1875 Feldmarschallleutnant Eugen Freiherr Piret de Bihain

### Zweiter Inhaber
- 1785 Freiherr Karl von Lilien, General der Kavallerie, († 1810)
- 1810 Freiherr Emanuel von Schuslekh, General der Kavallerie, († 1827)
- 1827 Johann Pikard, Ritter von Grünthal, FML († 1855)
- 1855 Philipp Graf Stadion zu Thanhausen und Warthhausen, FML (ab 1859 Inhaber)

### Regiments-Kommandanten
| I. | II. | III. |
| --- | --- | --- |
| - 1682 Obristlieutenant Johann Alexander Graf Noirquermes - 1687 Obristlieutenant Leopold Graf Schlik - 1689 der Inhaber Obrist Doria - 1691 Obristlieutenant Franz Joseph Graf Serényi - 1692 Obristlieutenant Heinrich Freiherr von de Roo - 1698 Obristlieutenant Johann Flothe von Seilburg (Flesse?) - 1703 Obristlieutenant-Obrist Joseph Albert Graf Saint – Croix - 1707 Obristlieutenant-Obrist Johann Heinrich Globen - 1711 Obristlieutenant-Obrist Robert Graf Beaufort - 1721 Obrist Ludwig Marquis de Rochonville - 1725 Obrist Friedrich Heinrich Freiherr von Stein - 1734 Obrist Johann Joseph de Holly - 1739 Obrist Preisgott Graf Kueffstein - 1744 Obrist Carl Freiherr von Zedtlitz - 1751 Obrist Johann Gaston Chevalier D’Argeut - 1757 Oberst Nicolaus Graf Colloredo – Mels | - 1759 Oberst Franz Chevalier de Bosfort - 1771 Oberstlieutenant-Oberst Joseph Freiherr von Broudre (Brudern) - 1784 Oberst Joseph Freiherr von Frohn - 1785 Oberst Heinrich Graf Bellegarde - 1793 Oberst Franz Freiherr von Bueren - 1796 Oberst Carl Graf de La Motte - 1799 Oberst Joseph Graf Gavre - 1802 Oberst Sebastian Freiherr Speth von Zwiefalten - 1805 Oberst Johann Belloute de Watters - 1805 Oberst Ludwig Ritter von Hentzy - 1806 Oberst Johann Belloute de Watters - 1809 Oberst Johann von Szombathely - 1812 Oberst Johann von Stück - 1815 Oberst Johann Freiherr von Schuster - 1824 Oberst Heinrich Sunstenau von Schützenthal - 1834 Oberst Friedrich Freiherr von Rummerskirch - 1835 Oberst Carl Edler von Ballarini - 1842 Oberst Johann Graf Falkenhayn | - 1848 Oberst Ferdinand Dreihann Ritter von Sulzberg am Steinhof - 1849 Oberst Ludwig Kaminski von Burczymucha - 1854 Oberst Gustav Kahlert - 1858 Oberst Gustav Freiherr von Hammerstein - 1862 Oberst Anton Hermann - 1865 Oberst Ernst Freiherr von Bothmer - 1866 Oberst Alexander Ritter Pollack von Klumberg - 1870 Oberst Carl Freiherr von Vlasits - 1876 Oberst Othmar Edler von Pelikan - 1882 Oberstlieutenant-Oberst Othmar Freiherr von Hermann - 1887 Oberstlieutenant-Oberst Ferdinand Weiss - 1892 Oberst Ernst Freiherr von Thüngen - 1894 Oberst Franz von Liel - 1895 Oberstlieutenant-Oberst Eduard, Edler von Lehmann - 1903 Oberst Adolf Freiherr Gayer von Ehrenberg - 1907 Oberst Leopold Edler von Prager - 1912 Oberst Johann Kopecek |

## Gefechtskalender

### Großer Türkenkrieg (1683 bis 1699)
- 1683: Das Regiment nahm mit der Hauptarmee am Gefecht bei Stammersdorf (Überfall auf das feindliche Lager am Bisamberg) und an der Schlacht am Kahlenberg teil. Gefecht bei Párkány.
- 1684: Gefecht bei Gran und Belagerung von Ofen (Treffen bei Hanzsabék).
- 1685: Belagerung von Neuhäusel. Gefecht bei Gran. Später Marsch nach Oberungarn.
- 1686: Verlegung zum Korps Scherflenberg nach Siebenbürgen. Gefechte bei St. Benedek und Hermannstadt. Zurück nach Ungarn zur zweiten Belagerung von Ofen. Gefecht und Einnahme von Szegedin.
- 1687: Zur Hauptarmee detachiert, kämpfte das Regiment bei Essegg und am Berg Harsány. Am Feldzug der Hauptarmee nach Siebenbürgen beteiligt.
- 1688: Belagerung von Belgrad.
- 1689: Operationen in Bosnien mit dem Gefecht bei Tuschiava und den Schlachten bei Batocina und Nissa.
- 1690: Große Verluste im Gefecht bei Tohány (der Obrist-Inhaber geriet in Gefangenschaft). Gefecht bei Gyula.
- 1691: Schlacht bei Slankamen, Belagerung von Grosswardein.
- 1692: Erneut vor Grosswardein, dann zu dem zur Erhaltung der Verbindung nach Siebenbürgen an der Maros stehenden Korps kommandiert (Einnahme von Gyula).
- 1693: In Oberungarn, Einnahme von Boros-Jenö, später vor Belgrad.
- 1694: Patrouillen- und Sicherungsdienste an der Maros.
- 1695: Zur Hauptarmee kommandiert, keine größere Gefechtstätigkeit.
- 1696: Kämpfe bei Olasch.
- 1697: Belagerung von Bihác. Gefecht bei Titel und Schlacht bei Zenta.
- 1698: Streifzug gegen Temesvár und Besetzung von Arad.

### Spanischer Erbfolgekrieg (1601 bis 1614)
- 1702: Zur Armee im Reich kommandiert, stand das Regiment vor Landau.
- 1703: Zwei Eskadronen im Korps Styrum. Gefecht an der Vils (bei Ennhofen).
- 1704: Schlacht am Schellenberg, dann Belagerung von Ingolstadt; ein kleines Detachement führte unter Obrist Heindl Operationen in Nordtirol und Bayern aus.

### Antihabsburgischen Aufstände im Königreich Ungarn
- 1705: Verlegung nach Ungarn. Ein Detachement unter Obristlieutenant Baron Glohen war an der Einnahme der Schanzen bei Paks beteiligt. Das Regiment kämpfte dann bei Bibersburg und in der Schlacht bei Sibó. Später Verlegung nach Siebenbürgen.
- 1706: Gefecht bei Alsó – Szilvás. Im Korps Rabutin Vorrückung nach Ungarn. Vergebliche Belagerung von Kaschau.
- 1707: Zurück nach Siebenbürgen, die im Korps Tige eingeteilten Eskadronen kämpften bei Klausenburg, Székely – Kocsárd, Boitza und Mühlenbach.
- 1708: Gefecht bei Karika.
- 1709: Ein Detachement kämpft im Gefecht bei Belényes. Das Regiment wurde später bei der zur Verproviantierung von Grosswardein unternommenen Aktion in Gefechte bei Püspöky und am Királyhágó verwickelt. Zwei Eskadronen führten ein Gefecht bei Sómkát.
- 1710: Patrouillen- und Sicherungsdienste.

### Spanischer Erbfolgekrieg
- 1713: Verlegung an den Rhein, Patrouillen- und Sicherungsdienste.

### Venezianisch-Österreichischer Türkenkrieg
- 1716: Kämpfe bei Peterwardein. Belagerung von Temesvár.
- 1717: Bei der Belagerung und der Schlacht bei Belgrad. Später Verlegung im Korps Battée nach Serbien.

### Krieg der Quadrupelallianz
- 1718: Das Regiment wurde nach Neapel überschifft.
- 1719: Verlegung nach Sizilien (400 Mann blieben in Neapel) Schlacht bei Francavilla, dann zur Belagerung von Messina abgestellt.
- 1720: In Westsizilien. Vorrückung gegen Palermo.

### Polnischer Thronfolgekrieg
- 1734: Zur Reichsarmee abgestellt.
- 1735: Patrouillen- und Sicherungsdienste im Verband des Mosel – Korps, im Gefecht bei Klausen nicht in Aktion. Ein kleines Detachement beteiligte sich am Gefecht bei Schmidtberg.

### Russisch-Österreichischer Türkenkrieg
- 1737: Der Hauptarmee zugeteilt. Vormarsch auf Nissa und Belagerung von Widdin. Eine im Streifkorps Pfefferkorn gegen Novibazar detachierte Eskadron zeichnete sich in einem Gefecht im Kosovo aus. Zwei Eskadronen unter Obristwachtmeister Freiherr von Zedtlitz dem Korps in der Walachei zugeteilt, kämpften bei Krajova.
- 1738–39: Patrouillen- und Sicherungsdienste in Siebenbürgen, ohne Aktion.

### Österreichischer Erbfolgekrieg
- 1741: Verlegung nach Wien und dann in das Korps Khevenhüller nach Oberösterreich.
- 1742: Einnahme von Linz und Reichenhall. Ein Detachement im Gefecht von Plattling. Abmarsch nach Böhmen.
- 1743: stand das Regiment in der Oberpfalz. Vormarsch zum Rhein, an schließend Verlegung zum Korps Batthyányi nach Bayern.
- 1744: Operationen in Böhmen (Gefecht bei Beraun).
- 1745: Wieder nach Bayern verlegt. Schlacht bei Pfaffenhofen (wenig engagiert). Später bei den Operationen am Main und Rhein.
- 1746: Verlegung auf den Kriegsschauplatz in Italien. Die Carabinier Kompanie kämpfte bei Gualtieri, das Regiment bei Piacenza.
- 1747–1748: Patrouillen- und Sicherungsdienste am Ticino.

### Siebenjähriger Krieg
- 1756: Patrouillen- und Sicherungsdienste im Korps Piccolomini in Böhmen.
- 1757: Schlacht von Kolin, eine Eskadron nahm am Zuge Andreas Hadiks nach Berlin teil.
- 1758: Schlacht bei Hochkirch.
- 1759: Patrouillen- und Sicherungsdienste im Korps de Ville in Schlesien. Nur die Carabinier-Kompanie kämpfte in der Schlacht bei Maxen.
- 1760: Gefecht bei Kunzendorf und Schlacht bei Torgau.
- 1761: Patrouillen- und Sicherungsdienste in Schlesien, nur die Carabinier-Kompanie nahm am Gefecht bei Strachwitz teil.
- 1762: Patrouillen- und Sicherungsdienste in Schlesien, ohne Aktion.

### Bayerischer Erbfolgekrieg
- 1778–79: Patrouillen- und Sicherungsdienste bei der Armee in Böhmen, ohne Gefechte.

### Russisch-Österreichischer Türkenkrieg
- 1788: Zur Hauptarmee detachiert; die Oberst- und Oberstlieutenant-Division nahmen an der Belagerung von Šabac, die Majors-Division an dem Gefecht bei Selim teil. das Regiment kämpfte dann bei Bezanja-Damme.
- 1789: Belagerung von Belgrad.

### Koalitionskriege
- 1792: Dem Korps Hohenlohe zugeteilt, erlitt ein Detachement bei der Verteidigung von Speyer große Verluste. Kleinere Abteilungen bestanden Vorpostengefechte bei Saarburg (Wawern) und führten einen gelungenen Überfall auf Schoden durch.
- 1793: Die Oberst- und Majors-Division waren bei der Belagerung der Festung Mainz eingesetzt (Gefechte bei Marienborn und Weisenau). Später gelangte die Oberstlieutenant Division bis vor Trier. Kleinere Detachements führten Gefechte bei Rippach, Eisweiler und Merzkirchen.
- 1794: Zwei Divisionen standen bei Saarlouis in Aktion. Die Oberstlieutenant Division unternahm Aufklärungsvorstöße nach Luxemburg mit kleineren Gefechten bei Remich, Mondorf und Sandweiler. Ein Detachement unter Oberstlieutenant Schwander führt einen Angriff auf Bastogne durch.
- 1795: Die Oberstlieutenant Division kämpfte bei der Verteidigung der Festung Luxemburg und nahm am Ausfall vom 8. März teil. Nach der Kapitulation der Festung rückte die Abteilung in die Erblande ab. Die beiden anderen Divisionen standen ohne Gefechtstätigkeit am Oberrhein.
- 1796: Zwei Divisionen im Korps Latour, die Majors Division kämpfte bei Sandweyer und Rastatt (Kuppenheim), das Regiment bei Malsch, erstere erneut bei Esslingen. Beim weiteren Rückzug kämpfte das Regiment bei Gaisenfeld, später, bei der erneuten Offensive bei Steinhausen und Biberach. Danach zur Belagerung von Kehl abgestellt. Die reorganisierte Oberstlieutenant Division war im Juli nach Vorarlberg verlegt worden und zeichnete sich im Gefecht bei Bregenz besonders aus; danach Teilnahme am Gefecht bei Lauterbach.
- 1796:Die vor Kehl stehenden Divisionen im Gefecht bei Diersheim – Honau. Von der Oberstlieutenant Division führte eine, nach Italien verlegte Eskadron, Nachhutgefechte nach auf dem Rückzug von Tarvis. Die Eskadronen waren beim Korps in Tirol geblieben und nahm an den Gefechten bei Kollomann – Klausen und Kiens teil.
- 1799: In Tirol kämpfte die Oberstlieutenants – 2. Eskadron, der Brigade Loudon zugeteilt, in den Gefechten bei Taufers und Martinsbruck. Danach Rückzug nach Landeck. Später verlegte das Regiment nach Italien, stand eine Zeit vor Tortona, und kämpfte bei St. Giuliano und Novi. Die Oberstlieutenant Division kämpfte noch bei Lezegno und das ganze Regiment bei Genola.
- 1800: Gefecht bei Romano und Schlacht bei Marengo.
- 1805: Im Korps Kienmayer am Inn. Einzelne Abteilungen führten Rückzugsgefechte bei Lambach und einige unbedeutende Scharmützel. Zwei Eskadronen nahmen später an der Schlacht bei Austerlitz teil. Der Rest des Regiments wurde teils zu Besatzungsdiensten, teils zur Bedeckung von größeren Munitionskolonnen verwendet.
- 1809: Dem II. Korps (Kolowrat) zugeteilt, kam nur die Majors Division bei Regensburg ins Gefecht. Das Regiment kämpfte später in der Schlacht bei Aspern, der Schlacht bei Wagram, und in den Gefechten bei Korneuburg und Znaim.
- 1812: standen Divisionen ohne Gefechtstätigkeit beim Observationskorps in Galizien.
- 1813: Bei der böhmischen Hauptarmee in der Schlacht bei Kulm.
- 1814: Vormarsch bis vor Besançon. Mit der Süd-Armee an Gefechten vor Lyon beteiligt. Danach Patrouillen- und Sicherungsdienste im Jura und Aufklärungspatrouillen gegen die Loire und in die Auvergne.
- 1815: Patrouillen- und Sicherungsdienste in Frankreich, ohne Aktion.

### Revolution im Kaisertum Österreich
- 1848: Das Regiment rückte aus seiner Friedensstation in Essegg, nachdem ein Anschluss an das Korps des Banus nicht möglich war, nach Warasdin aus. Dort trat es in den Verband des Korps Nugent, in welchem Abteilungen an den Gefechten bei Friedau und auf der Mur – Insel teilnahmen.
- 1849: Marsch gegen Essegg. Die Oberst Division, die Oberstlieutenants 1. und Majors – 2. Eskadron traten zur Hauptarmee, in der die beiden letztgenannten Eskadronen an der Schlacht bei Kápolna beteiligt waren. Die Oberst Division war dem Korps Csorich zugeteilt und kämpfte bei Waitzen und Nagy-Sarló, die Oberstlieutenants 1. Eskadron nahm an der Verteidigung von Ofen teil, während die 2. Eskadron im Korps Nugent verblieb und bei der Belagerung von Peterwardein eingesetzt wurde. Im Sommerfeldzug stand die Majors Division und Oberstlieutenants 2. Eskadron in der Süd-Armee des Banus, kamen aber nur bei Ó-Becse zum Einsatz. Die Oberst Division focht auf der Schütt bei Nyárasd, dann bei Raab und wurde später der russischen Truppen-Division Panlutine zugeteilt. In deren Verband kämpfte sie bei Ács (1. Schlacht von Komorn) und kam danach im weiteren Verlauf des Feldzuges nicht mehr zum Einsatz.

### Sardinischer Krieg
- 1859: Erst im Juni auf den Kriegsschauplatz abgerückt stand das Regiment während der Schlacht von Solferino in der Brigade Laningen bei Medole.

### Deutscher Krieg
- 1866: Vier Eskadronen der 1. Reserve Kavallerie Division zugeteilt, kämpfte das Regiment bei Wysokow, Skalitz und der Schlacht bei Königgrätz.

Erster Weltkrieg
- Zu Beginn des Ersten Weltkriegs kämpften die Dragoner im Regimentsverband kavalleristisch aufgesessen. In weiterer Folge wurde die Kavallerie zunehmend zur Unterstützung anderer Waffengattungen in einzelnen Eskadronen oder Zügen für Aufklärungs-, Sicherungs- und Verbindungsaufgaben eingesetzt und sie wurden schließlich nach 1916 nur mehr infanteristisch (abgesessen) im eingetretenen Stellungskrieg verwendet.

Am 21. August 1914 kämpfte das Regiment (Oberst Johann Kopecek) in der 4. k.u.k. Kavallerie-Division (Generalmajor Edmund Ritter von Zaremba) in der Reiterschlacht bei Jarosławice|Yaroslavychi (heute Ukraine) gegen die 10. russische Kavallerie Division (Generalleutnant Graf Fedor Arturowitsch Keller).
Nach dem Zusammenbruch des österreichisch-ungarischen Staatsgefüges und der Proklamation der sogenannten Nachfolgestaaten im Oktober 1918 wurden die nicht-deutschstämmigen Soldaten von der Interimsregierung aufgerufen, die Kampfhandlungen einzustellen und nach Hause zurückzukehren. In der Regel wurde dieser Aufforderung Folge geleistet. Somit war der Verband seinem bisherigen Oberkommando, dem k.u.k. Kriegsministerium, entzogen und konnte von diesem nicht demobilisiert, sondern allenfalls theoretisch aufgelöst werden. Ob, wann und wo eine solche Auflösung stattgefunden hat, ist gegenwärtig nicht bekannt.

## Uniformierung des Regiments
- Adjustierung als Kürassier-Regiment

1738: weißer Rock, rote Aufschläge
1765 (1767): weißer Rock, carmoisinrote Egalisierung, weiße Hosen, weiße Knöpfe
- Dragoner-Regiment

1779: weißer Rock, carmoisinrote Egalisierung, weiße Hosen, weiße Knöpfe
- Dragoner-Regiment Nr. 3

1798: dunkelgrüner Rock, orangegelbe Egalisierung, weiße Hosen, gelbe Knöpfe
- Dragoner-Regiment Nr. 1

1802: weißer Rock, schwarze Egalisierung, weiße Hosen, weiße Knöpfe
1850: weißer Waffenrock, schwarze Egalisierung, lichtblaue Pantalons, weiße Knöpfe
- Kürassier-Regiment Nr. 9

1860: weißer Waffenrock, grasgrüne Egalisierung, lichtblaue Pantalons, gelbe Knöpfe
- Dragoner-Regiment Nr. 9

1868: lichtblauer Waffenrock, grasgrüne Egalisierung, krapprote Stiefelhosen, gelbe Knöpfe

## Gliederung
Ein Regiment bestand in der österreichisch-ungarischen Kavallerie in der Regel ursprünglich aus drei bis vier (in der Ausnahme auch mehr) Divisionen. (Mit Division wurde hier ein Verband in Bataillonsstärke bezeichnet. Die richtige Division wurde Infanterie- oder Kavallerie-Truppendivision genannt.) Jede Division hatte drei Eskadronen, deren jede wiederum aus zwei Kompanien bestand. Die Anzahl der Reiter in den einzelnen Teileinheiten schwankte, lag jedoch normalerweise bei etwa 80 Reitern je Kompanie, bzw. 160 Reitern je Eskadron.
(Bei der durch Kaiser Joseph II. begonnenen Heeresreform war die Kompaniegliederung innerhalb der Kavallerie aufgegeben worden.)
Die einzelnen Divisionen wurden nach ihren formalen Führern benannt:
- die 1. Division war die Oberst-Division
- die 2. Division war die Oberstlieutenant (Oberstleutnant)-Division
- die 3. Division war die Majors-Division
- die 4. Division war die 2. Majors-Division
- die 5. Division (soweit vorhanden) war die 3. Majors-Division

Bedingt durch die ständige Umbenennung sind die Regimentsgeschichten der österreichisch-ungarischen Kavallerie nur sehr schwer zu verfolgen. Hinzu kommt die ständige und dem Anschein nach willkürliche, zum Teil mehrfache Umklassifizierung der Verbände. (Zum Beispiel: K.u.k. Böhmisches Dragoner-Regiment „Fürst zu Windisch-Graetz“ Nr. 14)
Im Zuge der Heeresreform wurden die zu diesem Zeitpunkt aus drei Divisionen bestehenden Kavallerie-Regimenter ab 1860 auf zwei Divisionen reduziert.
- siehe: k.u.k. Dragoner

## Verbandszugehörigkeit und Status im Juli 1914
XI. Korps – 4. Kavallerie Truppendivision – 21. Kavalleriebrigade
Nationalitäten: 50 % Rumänen – 29 % Ruthenen – 21 % Verschiedene
Regimentssprachen: Rumänisch und Ukrainisch